# Pipirijaina (revista)
Pipirijaina fue una revista especializada dedicada al teatro creada en  1974 en Madrid. Se ha considerado por los especialistas como una de las mejores fuentes de documentación teatral escrita en la España de la segunda mitad del siglo XX, junto con Primer Acto (revista), Yorick y El Público (revista) (estas dos últimas también desaparecidas).

## Etapas
Tuvo dos épocas, dentro de la misma línea editorial y objetivos. En la primera, dedicada casi exclusivamente al teatro independiente, se publicaron los números del 1 (15 de marzo de 1974) al 6-7 (agosto-septiembre 1974). En esa primera y breve etapa la revista alternó manifiestos colectivos de grupos independientes como Tábano y Los Goliardos, con análisis de especialistas como José Monleón.
La segunda época, con planteamientos temáticos más amplios, se extiende desde el 1 de octubre de 1976 al 25 de abril de 1983, ya bajo la dirección titular de Moisés Pérez Coterillo. Su desaparición temporal debida a dificultades económicas se resolvió gracias a la a una subvención oficial de la Dirección General de Teatro, del Ministerio de Cultura. En sus páginas de crítica e investigación, formando parte de la redacción o colaborando aparecían las firmas de Ángel Fernández Santos, Luis Matilla, Ricardo Doménech, Carlos Gortari, Pedro Altares. La reaparición se acompañó con un volumen publicando el texto inédito de la obra de Alfonso Sastre La sangre y la ceniza, cuyo argumento reivindicaba la vida y obra de Miguel Servet como víctima de la opresión y la intolerancia. Abundando en ese espíritu beligerante publicó en su número 3 (diciembre de 1976) algunos fragmentos de las cartas que Arrabal escribió a los jefes del Estado español: la Carta al general Franco (1971) y la Carta al rey (1976), dos joyas del surrealismo más extravagante.
Pipirijaina desapareció en 1983, siendo en cierto modo relevada por otra publicación similar, El Público (revista), también dirigida por Pérez Coterillo y totalmente dependiente de la Administración.